# فرناندو مارتيللي
فرناندو مارتيللي (بالإسبانية: Fernando Martel)‏ (2 أكتوبر 1975 بسان فيليبي في تشيلي - ) هو لاعب كرة قدم تشيلي في مركز الوسط. شارك مع منتخب تشيلي لكرة القدم. أما مع النوادي، فقد لعب مع أتلانتي إف سي وأتلتيكو ناسيونال وأليانزا ليما وإيفرتون دي فينا ديل مار وسانتياغو واندررز ونادي تشياباس وسانتياغو مورنينغ ‏ وديبورتيس أنتوفاغاستا وديبورتيفو نوبلينس ‏ واتحاد سان فيليبي ‏ وديبورتيس إيكيكي ونادي كوبريلوا.

## روابط خارجية
- فرناندو مارتيللي على موقع قاعدة بيانات كرة القدم.إي يو (الإنجليزية)
- فرناندو مارتيللي على موقع ناشيونال فوتبول تيمز (الإنجليزية)
- فرناندو مارتيللي على موقع Soccerway.com (الإنجليزية)
- فرناندو مارتيللي على موقع عالم كرة القدم.نت (الإنجليزية)